# 水月陵
水月 陵（みずつき りょう、12月23日生）は、日本の女性シンガーソングライター、作詞家、作曲家、編曲家。ゲーム音楽を中心に活動しており、KIYO（きよ）の名義でボーカルもこなす。戌年生まれで、血液型はO型。兵庫県在住。大阪芸術大学中退。
当初は「KIYφ」の名義で活動していたが、彼女の手がけた仕事を同名の作曲者に自分の仕事として騙られたことがあり、現在の名義に変更した（「KIYO」は本名からとったもので、「水月陵」は以前劇団に所属していたときから使用していたもの）。
過去に声優の経験がある。

## 作品リスト
- 1989年
  - 電脳アクセス 季刊ディスミックス創刊号（天津堂）
- 1990年
  - 電脳アクセス 季刊ディスミックス第2号（天津堂）
- 1992年
  - MARTIAL AGE（天津堂）
- 1993年
  - キャディラックス 恐竜新世紀（カプコン）
  - マッスルボマー（カプコン）
- 1993年
  - すーぱーぐっすんおよよ（バンプレスト）
- 1996年
  - WAVER -The Seeker2-（ユニゾンシフト）
  - やんやんのクイズで激闘いっちょまえ（天津堂）
- 1998年
  - MARTIAL AGE 2 悪鬼咆哮（天津堂）
- 1999年
  - Stay with… 〜カレンがくれた季節〜（天津堂）
    - 『Dear』（作詞・作曲：水月陵、訳詞：直子Mackey）

  - Be-reave 〜Primary〜（ユニゾンシフト）
  - Be-reave Secondary（ユニゾンシフト）
- 2000年
  - Moe 〜萌黄色の町〜（ユニゾンシフト）
  - 果てしなく青い、この空の下で…。(TOPCAT)
    - 『Nikoensis 〜追想〜』（作曲：SYUN、歌：KIYO）

  - 好きなものは好きだからしょうがない!!シリーズ（プラチナれーべる）
  - innocent Eye's（ユニゾンシフト）
  - SMノススメ -The Seeker ZERO-（天津堂）
- 2001年
  - WAVER -The Seeker2 Perfect Edition-（天津堂）
  - 胸キュン! はぁとふるCafe（ユニゾンシフト）
    - 『ふたごのクリーミーカフェ』（作詞：高橋直樹、作曲：水月陵）
    - 『promenade』（作詞：高橋直樹、作曲：水月陵）

  - ReNN 〜Another Story of WORKS DOLL〜 (TOPCAT)
    - 『Polemonium〜花忍〜』（作曲：SYUN、歌：KIYO）
    - 『Myosotis〜勿忘草〜』（作曲：SYUN、歌：KIYO）

  - 萌キュン!ゆにっ娘ま〜じゃん（ユニゾンシフト）
- 2002年
  - 忘レナ草 〜Forget-me-Not〜（ユニゾンシフト）
    - 『Forget-Me-Not 〜忘レナ草〜』（作曲：水月陵）
    - 『時の砂・月の雫 〜目覚めない夢〜』（作曲：水月陵）

  - ONE2 〜永遠の約束〜 (BaseSon)
- 2003年
  - 朱 -Aka-（ねこねこソフト）
  - こもれびに揺れる魂のこえ（ユニゾンシフト）
    - 『あなたに贈るプレゼント』（作詞・作曲：水月陵）

  - Aquas (Mercurius)
  - Apocalypse 〜DEUS EX MACHINA〜 (Tactics)
  - 在りし日の歌 (Mercurius)
    - 『在りし日の歌』（作曲：SYUN、歌：KIYO）
- 2004年
  - ラシエルの箱庭-少年と解放の呪文- (b_works)
  - Peace@Pieces（ユニゾンシフト）
    - 『ぴぃす@ぴーしーず!』（作詞・作曲：水月陵、歌：KIYO）
    - 『insensible』（作詞・作曲：水月陵）
    - 『Together…』（作詞・作曲：水月陵）
- 2005年
  - わんもあ@ぴぃしぃず（ユニゾンシフト）
- 2006年
  - ななついろ★ドロップス（ユニゾンシフト：ブロッサム）
    - 『コイスル★フローライト』（作詞・作曲：水月陵、歌：Akira）
    - 『虹色のルシア』（作詞・作曲：水月陵、歌：KIYO）
    - 『あしたへ……あなたへ。』（作詞・作曲：水月陵、歌：KIYO）
    - 『★★★ダイスキ★★★』（作詞・作曲：水月陵、歌：Akira）

  - SUMMER MIX Vol.1（とらのあな）
    - 『夢幻恋歌』（作詞・作曲：水月陵、歌：KIYO）
- 2007年
  - Winter Mix Vol.4（とらのあな）
    - 『春恋桜』（作詞・作曲：水月陵、歌：KIYO）

  - 恋姫†無双 〜ドキッ☆乙女だらけの三国志演義〜 (BaseSon)
  - narcissu -SIDE 2nd-（ステージ☆なな）
  - リトルバスターズ! (Key)
  - ALICE♥ぱれーど 〜二人のアリスと不思議の乙女たち〜（ユニゾンシフト：ブロッサム）
    - 『Sweets♪Parade』（作詞・作曲：水月陵、歌：Berry Very Rabbits〈Akira & KIYO & ぱんだ〉）

  - そして明日の世界より―― (etude)
    - 『Amazing Grace』（作詞：John Newton、編曲：水月陵、歌：KIYO）
    - 『Never end』（作詞・作曲・編曲：水月陵、歌：中原涼）
- 2008年
  - 真・恋姫†無双 〜乙女繚乱☆三国志演義〜 (BaseSon)
    - 『彼方の面影』（作詞：Kirina、作・編曲：たくまる、歌：KIYO）

  - 時函 -Time Capsule- (Ray [rei])
    - 『光の奈落 〜時函 -Time Capsule-〜』（作詞：さよのすけ、作・編曲：水月陵、歌：七瀬みゆ、コーラス：KIYO）
- 2009年
  - Flyable Heart（ユニゾンシフト：ブロッサム）
    - 『Flyable Heart』（作詞・作曲：水月陵、歌：KIYO）
    - 『もう始まっている、未来。』（作詞・作曲：水月陵、歌：KIYO）

  - すまいるCubic! -水平線まで何マイル?アフター&アナザーストーリーズ- (ABHAR)
    - 『Canvas Akira ver.』（作詞：KIYO、作・編曲：水月陵、歌：Akira）[3]
    - 『Canvas KIYO ver.』（作詞・歌：KIYO、作・編曲：水月陵）

  - アトリの空と真鍮の月 (TOPCAT)
    - 『山神の祝詞』（作曲：SYUN、歌：KIYO）
- 2010年
  - 君の名残は静かに揺れて（ユニゾンシフト：ブロッサム）
    - 『solitude』（作詞・作曲：水月陵、歌：KIYO）
    - 『君の名残は静かに揺れて』（作詞・作曲：水月陵、歌：KIYO）
- 2011年
  - Flyable CandyHeart（ユニゾンシフト：ブロッサム）
    - 『Flyable CandyHeart』（作詞・作曲：水月陵、歌：KIYO）

  - 初恋タイムカプセル〜幼馴染とキャッキャうふふ〜（しとろんソフト）
  - Rewrite (Key)
- 2012年
  - はつゆきさくら (SAGA PLANETS)
  - 初恋1/1 (tone work's)
  - プリズマティックプリンセス☆ユニゾンスターズ（ユニゾンシフト）
  - 時計仕掛けのレイライン 〜黄昏時の境界線〜（ユニゾンシフト：ブロッサム）
- 2013年
  - カルマルカ*サークル (SAGA PLANETS)
  - プリズマティックプリンセス☆ユニゾンスターズ（ユニゾンシフト）
  - 時計仕掛けのレイライン 〜残影の夜が明ける時〜（ユニゾンシフト：ブロッサム）
- 2014年
  - 魔女こいにっき (Qoobrand)
  - 星織ユメミライ (tone work's)
  - きみと僕との騎士の日々 -楽園のシュバリエ- (piriri!)
- 2015年
  - 時計仕掛けのレイライン 〜朝霧に散る花〜（ユニゾンシフト：ブロッサム）
  - 花咲ワークスプリング! (SAGA PLANETS)
  - 真・恋姫†英雄譚シリーズ (BaseSon)
  - 恋×シンアイ彼女 (Us:track)
  - Holy Angel Beats!-1st beat- ピアノアレンジアルバム (Key)
- 2016年
  - フローラル・フローラブ（SAGA PLANETS）
  - 銀色、遥か (tone work's)
  - Harmonia (Key)
- 2017年
  - あなたに恋する恋愛ルセット（ユニゾンシフト）
  - 真・恋姫†夢想 -革命- 蒼天の覇王 (BaseSon)
  - 金色ラブリッチェ (SAGA PLANETS)
- 2018年
  - Summer Pockets (Key)
- 2019年
  - 月の彼方で逢いましょう (tone work's)
- 2020年
  - アインシュタインより愛を込めて (GLOVETY)[4]
- 2021年
  - planetarian -雪圏球-（Key）[5]
  - アインシュタインより愛を込めて APOLLOCRISIS (GLOVETY)